# Ivan Ilić (Pianist)

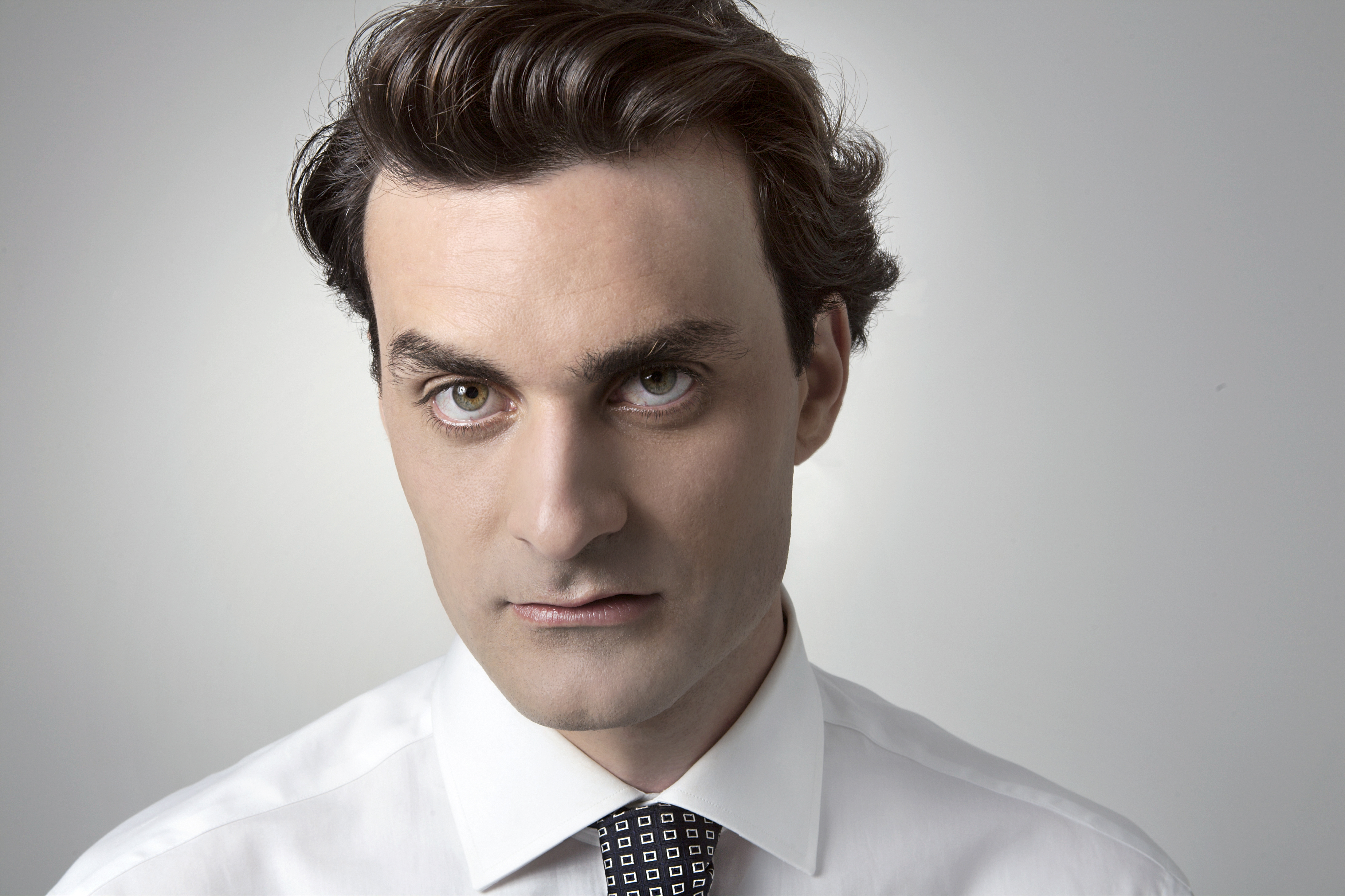
Ivan Ilić (2008)

Ivan Ilić (serbisch-kyrillisch Иван Илић) (* 14. August 1978 in Palo Alto) ist ein US-amerikanischer Pianist. Derzeit lebt er in Paris.

## Leben
Ivan Ilić studierte an der University of California bis zum Abschluss Mathematik und Musik.
Nach einem kurzen Studium am San Francisco Conservatory of Music absolvierte er seine weitere Ausbildung am Conservatoire Supérieur de Paris, die er mit einem Premier Prix abschloss. Danach setzte er seine Ausbildung an der École normale de musique de Paris fort. Seine Lehrer in Frankreich waren u. a. François-René Duchâble, Jacques Rouvier und Christian Ivaldi.
In seinen Solokonzerten konzentriert sich Ilić auf die Interpretation französischer Komponisten, vor allem dem Werk von Claude Debussy. Seine im Oktober 2008 auf dem französischen Paraty Label veröffentlichten Aufnahmen von Debussys 24 Préludes wurden mit dem Kritikerpreis von Mezzo Television, dem Critic´s Choice Award, ausgezeichnet.
Die Aufnahmen von Ilić, meist Solo-Aufnahmen, umfassen die Werke von JS Bach, Händel, Haydn, Beethoven, Chopin, Schumann, Liszt, Brahms, Debussy, Ravel, und Lucien Durosoir. In seinen Solovorträgen finden sich Werke zeitgenössischer Komponisten, u. a. von John Metcalf, Keeril Makan und Dmitri Tymoczko. Sie gehören zu einer wachsenden Zahl  von Komponisten, die neue Kompositionen für Ilić geschrieben haben.
Sein nächstes Projekt ist ein Album mit Aufnahmen von Interpretationen von Chopins Etüden von Leopold Godowsky.
Ilić hat Konzerte in der Carnegie Hall, Weill Hall in New York, Wigmore Hall, Glenn Gould Studio, und in Irlands National Concert Hall gegeben.

## Diskographie
- Ivan Ilić, pianiste - oeuvres de Brahms, Beethoven et Chopin, Mairie de Paris
- Elegance and Refinement - Baroque Suites, French Sweets, Magnatune[11]
- Fugitive Visions - Piano Masterworks by Chopin and Liszt, Magnatune
- Romantic - Powerful Miniatures by Schumann and Brahms, Magnatune
- Vitality and Virtuosity - Sonatas by Haydn and Beethoven, Magnatune
- Transcendental - Transcriptions by Brahms and Godowsky, Magnatune
- Debussy - Preludes pour piano, Livres 1 et 2,[5]
- Godowsky - Hommage à Chopin: 22 Etudes pour la main gauche, Paraty[12]